# Klotsporig ögonskål
Klotsporig ögonskål (Scutellinia trechispora) är en svampart som först beskrevs av Berk. & Broome, och fick sitt nu gällande namn av Lambotte 1887. Klotsporig ögonskål ingår i släktet Scutellinia och familjen Pyronemataceae.  Arten är reproducerande i Sverige. Inga underarter finns listade i Catalogue of Life.